# Cuásar del Trébol
El Cuásar del Trébol (llamado así por su forma y llamado también H1413+117, QSO B1413+1143 o QSO J1415+1129) es un cuásar brillante con una lente gravitacional.

## Detalles
El gas molecular (notablemente CO) detectado por la galaxia anfitriona asociada con el cuásar hace que el material molecular más antiguo conocido hasta ahora. Proviene de una formación estelar a gran escala en el Universo observable. El Cuásar del Trébol es la fuente más existente de CO junto a su corrimiento al rojo (2.56). El cuásar fue descubierto en 1984 y se afirmó su descubrimiento en 1988.
Esta es la fuente más abundante de CO a un gran corrimiento al rojo, (el primero en un corrimiento al rojo de 2.56). Las 4 imágenes de cuásares fueron descubiertas en 1984; en 1998 se empezó a creer que en vez de ser un cuásar cuádruple, era uno solo, con mucho más tamaño. 